# محمد عبد القادر (لاعب كرة قدم)
محمد عبد القادر (19 يناير 1985 في سوريا - ) هو لاعب كرة قدم سوري في مركز الدفاع. لعب مع نادي ألعاب دمنهور ونادي الكرامة ونادي المجد ونادي حطين ونادي وادي دجلة.

## وصلات خارجية
- محمد عبد القادر على موقع قاعدة بيانات كرة القدم.إي يو (الإنجليزية)